# Линкольн (округ, Северная Каролина)
Округ Линкольн (англ. Lincoln County) располагается в США, штате Северная Каролина. По состоянию на 2010 год, численность населения составляла 78 265 человека. Был официально образован в 1779 году, получил своё название по имени генерала Бенжамена Линкольна, участника войны за независимость.

## География
По данным Бюро переписи США, общая площадь округа равняется 795 км², из которых 774 км² суша и 21 км² или 2,68 % это водоёмы.

### Соседние округа
- Катоба (Северная Каролина) — северо
- Айрделл (Северная Каролина) — северо-восток
- Мекленберг (Северная Каролина) — юг-восток
- Гастон (Северная Каролина) — юг
- Кливленд (Северная Каролина) — запад
- Берк (Северная Каролина) — северо-запад

## Демография
По данным переписи населения 2010 года в округе проживает 78 265 жителей в составе 30 343 домашних хозяйств и 22 221 семей. Плотность населения составляет 101 человек на км². На территории округа насчитывается 33 641 жилых строений, при плотности застройки 43,46 строений на км². Расовый состав населения: белые — 89,4 %, афроамериканцы — 5,5 %, коренные американцы (индейцы) — 0,3 %, азиаты — 0,5 %, гавайцы — 0,02 %, представители других рас — 2,7 %, представители двух или более рас — 1,6 %. Испаноязычные составляли 6,7 % населения.
В составе 34,6 % из общего числа домашних хозяйств проживают дети в возрасте до 18 лет, 57,2 % домашних хозяйств представляют собой супружеские пары проживающие вместе, 11,1 % домашних хозяйств представляют собой одиноких женщин без супруга, 26,80 % домашних хозяйств не имеют отношения к семьям, 22,3 % домашних хозяйств состоят из одного человека, 8,4 % домашних хозяйств состоят из престарелых (65 лет и старше), проживающих в одиночестве. Средний размер домашних хозяйства составляет 2,56 человека, и средний размер семьи 2,97 человека.
Возрастной состав округа: 23,6 % моложе 18 лет, 7,5 % от 18 до 24, 26,2 % от 25 до 44, 29,5 % от 45 до 64 и 13,2 % от 65 и старше. Средний возраст жителя округа 40,4 лет. На каждые 100 женщин приходится 98,4 мужчин. На каждые 100 женщин старше 18 лет приходится 95,8 мужчин.
Средний доход на домохозяйство в округе составлял 42 456 USD, на семью — 48 298 USD. Среднестатистический заработок мужчины был 41 441 USD против 30 480 USD для женщины. Доход на душу населения составлял 21 861 USD. Около 10,4 % семей и 15,8 % общего населения находились ниже черты бедности, в том числе — 25,3 % молодежи (тех кому ещё не исполнилось 18 лет) и 8,7 % тех кому было уже больше 65 лет.